# Абатство Енгелсцел
Абатство Енгелсцел (на немски: Stift Engelszell) е трапистко абатство до град Енгелхартсцел на Дунав, провинция Горна Австрия, Австрия. Абатството е част от Ордена на цистерцианците на строгото спазване.

## История
Абатството е основано през 1293 г. от Бернхард Прамбах, епископ на Пасау, като цистерциански манастир. През периода на Реформацията запада и духовно, и финансово и дори за известно време става частна собственост. След 1618 г. с помощта и подкрепата на абатството Wilhering постепенно общността се възражда. На Великден 1699 г. абатството е унищожено от пожар. През 1754 – 1764 г. се построява настоящата абатска църква – внушителна сграда в стил рококо, с кула, висока 76 метра. През 1786 г. абатството е разпуснато от император Йозеф II и сградите му се ползват за светски нужди включително като фабрика и резиденция.
Манастирските сгради са заети отново през 1925 г. от немски монаси – траписти, прогонени след Първата световна война от френското абатство Ольонберг в Елзас. Първоначално общността е основана като приорат, а през 1931 г. е издигната в ранг на абатство, с първи абат Gregorius Eisvogel. На 2 декември 1939 г. абатските сгради са конфискувани от Гестапо и 73-мата монаси са изгонени, като 4 от тях са изпратени в концентрационния лагер Дахау. След края на войната, през 1945 г., само около една трета от монасите се завръщат в абатството. В абатството обаче пристигат заедно със своя абат немски монаси бежанци, прогонени след войната от абатството Мария Звиезда в Баня Лука, Босна.
От 1995 г. абат на общността е Marianus Hauseder. Към 2009 г., броят на монасите в общността е 9.
Абатство Енгелсцел е член на създадената през 1997 г. „Международната трапистка асоциация“ (ITA), която защитава интересите на автентичното трапистко производство и гарантира качеството и уникалността му чрез присъждане на знака и логото „Автентичен трапистки продукт“.

## Трапистка бира Енгелсцел
От 1590 г. в абатството се вари собствена бира. Производството обаче е прекратено през 1929 г. През ноември 2011 г. започва строителствота на нова пивоварна. Тя е инсталирана в съществуващите стопански постройки на манастира и е с капацитет за производство до 2500 хектолитра годишно.
На 8 февруари 2012 г. в новата пивоварна в австрийското абатство е сварена първата трапистка бира след затварянето на пивоварната през 1929 г. Новата австрийска бира е пусната на пазара през май 2012 г. Тя е направена по метода на високата ферментация в две разновидности (светло-кехлибарена и тъмна), със съдържание на алкохол между 7 и 10 об.%.

## Трапистко сирене
В абатството се прави трапистко сирене с марката „Engelszeller Bio-Trappistenkäse“, което може да носи логото „Автентичен трапистки продукт“.
Сиренето се произвежда на малки пити от около 1 кг и 150 гр. и се продава предимно в магазина на входа на абатството и на големите монашески пазари.

## Трапистки ликьори
Абатството може да поставя логото „Автентичен трапистки продукт“ и на произвежданите от него ликьори: „Marillenlikör“, „Eierlikör“, „Schokocreme“, „Waldbeerenlikör“, „Kräutergeist“, „Kräuterlikör“, „Kümmellikör“, „Wacholder“, „Nusslikör“ и „Vogelbeeren“.